# Hang nélkül: Első nap
A Hang nélkül: Első nap (eredeti cím: A Quiet Place: Day One) 2024-ben bemutatott amerikai apokaliptikus horrorfilm, amelyet Michael Sarnoski írt és rendezett John Krasinskival közösen kitalált története alapján. A Hang nélkül-filmsorozat harmadik része, amely az első film spin-offjaként és előzményeként szolgál. A főbb szerepekben Lupita Nyong’o, Joseph Quinn, Alex Wolff és Djimon Hounsou (megismételve a második filmben játszott szerepét) látható.
A Hang nélkül: Első nap fejlesztése 2020 novemberében kezdődött, Jeff Nichols forgatókönyvíró és rendező személyében. 2021 májusára Nichols forgatókönyve elkészült, de 2021 októberében kreatív nézeteltérések miatt kiszállt a filmből. 2022 januárjában bejelentették, hogy Sarnoski váltja Nichols-t az írói és rendezői székben; Krasinski a Disznó (2021) című független játékfilmes rendezői debütálása miatt kereste fel.
Világpremierje 2024. június 26-án volt a Tribeca Fesztiválon, Amerikában pedig 2024. június 28-án mutatta be a Paramount Pictures. Magyarországon egy nappal hamarabb, június 27-én jelent meg az UIP-Dunafilm forgalmazásában. A korábbi tervek szerint 2023. március 31-én, majd 2023. szeptember 22-én, illetve 2024. március 8-án jelent volna meg. Általánosságban pozitív visszajelzéseket kapott a kritikusoktól.

## Cselekmény
A rákban szenvedő Sam egynapos kirándulásra megy Manhattanbe a hospice lakóival, hogy megnézzen egy bábszínházi előadást. Amikor a csoport elindulna hazafelé, New York utcáin az emberek ismeretlen tárgyakra lesznek figyelmesek az égbolton, amelyek nagy sebességgel közelednek a Föld felé, és pusztítást végeznek az utcákon. A káoszban maga Sam is elveszti eszméletét, de ismeretlenek felveszik az utcáról, és ismét találkozik Reuben nevű ápolójával. A túlélők hamarosan rájönnek, a Föld egy idegen invázió célpontjává vált. Bár az idegen lények vakok és félnek a víztől, kifejezetten jól hallanak, akik az embereket veszik célpontul.
Az amerikai légierő hamarosan lerombolja az összes Manhattanbe vezető hidat, hogy megnehezítse a lények terjedését. Amikor a sziget áramellátása megszűnik, és beindul egy vészhelyzeti generátor, a lények vonzódnak a keletkező zajhoz, majd Sam szeme láttára megölik Reubent. Míg a többi túlélőt helikopteres bejelentésekkel arra szólítják fel, induljanak a kikötőben lévő evakuációs pontra, ahonnan hajók indulnak a szárazföldre, addig a rákbeteg Sam inkább Harlembe megy, mert életében utoljára pizzát szeretne enni.
Útközben Sam találkozik Eric joghallgatóval, aki sokkot kap az inváziótól, és követi a nőt az utcákon. Sam kezdetben nem lelkesedik az új társaságért, de idővel összebarátkoznak, és együtt túlélik a lények többszöri támadását. Mindketten elérik Harlemet, ahol Sam kedvenc étterme megsemmisült. Ericnek mégis sikerül pizzát szereznie, és teljesíteni Sam utolsó kívánságát a betegsége miatti közelgő halála előtt.
Amikor mindketten észrevesznek egy mentőcsónakot a közeli vízben, Sam hangos zajongással hívja fel a lények figyelmét, így segít Ericnek biztonságba jutni. Míg a rákbeteggel végeznek a lények, Ericnek és Sam macskájának, Frodónak sikerül a vízbe ugorva megmenekülnie, és a csónak felveszi őket. Később egy cetlit talál a zsebében, amelyben Sam megköszöni neki az együtt töltött időt, és megkéri, vigyázzon Frodóra.

## Szereplők
| Szerep       | Színész        | Magyar hang      |
| ------------ | -------------- | ---------------- |
| Samira "Sam" | Lupita Nyong’o | Pálmai Anna      |
| Eric         | Joseph Quinn   | Ember Márk       |
| Reuben       | Alex Wolff     | Keresztény Tamás |
| Henri        | Djimon Hounsou | Kőrösi András    |
| Zena         | Eliane Umuhire |                  |

### Magyar változat
- Bemondó: Harcsik Róbert
- Magyar szöveg: Speier Dávid
- Hangmérnök: Illés Gergely
- Vágó: Kajdácsi Brigitta
- Gyártásvezető: Hódos Edina
- Szinkronrendező: Nikodém Zsigmond
- Produkciós vezető: Hagen Péter

A szinkront a Mafilm Audio Kft. készítette el.

## A film készítése
Lupita Nyong’o és Joseph Quinn 2022 novemberében csatlakozott a filmhez. Nyong'o karakterének a filmben van egy Frodo nevű macskája. A színésznő a macskáktól való félelme miatt kérdezte Sarnoskit, hogy lecserélhetik-e az állatot, amit végül macskaterápia segítségével győzött le. A Paramount vezetői eredetileg azt akarták, hogy Frodo számítógéppel készüljön, de Sarnoski ragaszkodása egy igazi macskához megváltoztatta a döntésüket. Alex Wolff, aki a Sarnoski disznó című filmben játszott, 2023 januárjában kapta meg a szerepet. Djimon Hounsou megismételte a Hang nélkül 2. (2020) meg nem nevezett karakterét, akiről most kiderült, hogy a neve "Henri".
A forgatás 2023. február 6. és április 11. között zajlott Londonban, bár a film New Yorkban játszódik. Simon Bowles volt a díszlettervező, az operatőr pedig Pat Scola, aki a Disznó című filmen is dolgozott.
Az utómunka során Alexis Grapsas szerezte a film zenéjét, az Industrial Light & Magic pedig a vizuális effektekért felelt. A film költségvetése 67 millió dollár volt.